# Paul-Louis
Paul-Louis, né Paul Louis Lévy le 11 janvier 1872 à Paris et mort le 10 juillet 1955 au Vésinet, est un homme politique et journaliste français. 

## Biographie
Paul-Louis appartient à une famille juive de Paris. 

### Le socialisme
Avant même d'atteindre sa majorité, il adhère au Comité révolutionnaire central, lequel devient, en 1898, le Parti socialiste révolutionnaire (PSR). L'année suivante, il est délégué de la Seine au premier congrès général socialiste qui se tient à Paris, salle Japy, et entre au secrétariat particulier du ministre de l'Agriculture. En 1901, avec le PSR, Paul-Louis adhère au Parti socialiste de France qui regroupe, avec le Parti ouvrier français (POF) tous ceux qui condamnent le "ministérialisme". En 1905, année où il publie Le Colonialisme, il entre dans le Parti unifié, représentant les Bouches-du-Rhône au congrès de Paris, tout en continuant à militer dans la Seine, où il fonde la 9e section socialiste SFIO. Avant la Première Guerre mondiale, il est présent au congrès national de Paris, en 1910, et siège au Conseil national de la SFIO. Pendant la guerre, il intègre la Commission administrative permanente (CAP) et, à l'issue du Conseil national de mars 1917 tenu au Palais des Fêtes de la rue Saint-Martin à Paris, le bureau du Parti socialiste. À cette période, il se prononce pour l'ordre du jour Pressemane qui repousse la participation socialiste au gouvernement. Depuis 1916, par ailleurs, il collabore au Populaire.
C'est avec enthousiasme qu'il salue la Révolution russe. En février 1920, au congrès national de Strasbourg, Paul-Louis est délégué de la Seine. Il rédige une motion, dite de "Reconstruction", fixant la position du Parti socialiste sur le problème de sa liaison internationale. Il y estime que la dispersion des forces prolétariennes est un péril pour la Révolution ouvrière et souhaite une conférence groupant tous les partis constituant la IIIe Internationale et ceux résolus à agir sur les principes traditionnels du socialisme. Le congrès l'élit, à nouveau, à la CAP. Quelques mois plus tard, au congrès de Tours, il représente une nouvelle fois la fédération de la Seine. À ce moment, il démissionne du comité pour la Reconstruction de l'Internationale et soutient, avec le Comité de la IIIe Internationale, la résolution qui l'emporte.

### Le Communisme
En 1920, Paul-Louis appartient au nouveau Parti communiste et à son Comité directeur. Il y est réélu l'année suivante au congrès de Marseille, puis à celui de Paris en 1922. Il est aussi administrateur de l'Humanité et collabore au Bulletin communiste, avant d'en devenir le directeur. Cette nomination est critiquée par la gauche du Parti. En conséquence, Paul-Louis démissionne de la rédaction de l'Humanité. Bientôt, le Parti l'exclut. Il se rallie, alors, à l'Union socialiste-communiste, qui, à son congrès de Boulogne, le porte à son Comité central. En 1930, le Parti d'unité prolétarienne (PUP), fusion du Parti socialiste communiste et du Parti ouvrier et paysan, en fait son secrétaire général. Le PUP se présente comme visant à travailler à la reconstruction de l'unité à partir des expériences de la II e et de la III e Internationales. En 1932, Paul-Louis prend l'initiative de prendre contact avec des délégués du Parti communiste et du Parti socialiste. Après la victoire du Front populaire, il se rend devant la CAP du Parti socialiste pour préparer la fusion de la SFIO et du PUP, laquelle se réalise vite. Cependant, cette fusion ressemble davantage à une absorption du PUP par la SFIO. 
En 1940, avant l'arrivée des Allemands à Paris, Paul-Louis s'installe à Vichy.
Rentré à Paris en 1944, il reprend sa collaboration au Petit Parisien et entre à Libération. L'année suivante, il intègre l'équipe de Cité-Soir.

## Publications
Paul-Louis a, notamment, contribué à L'Encyclopédie socialiste, publiée à partir de 1912.

## Source
- Notice PAUL-LOUIS (LÉVY Paul, dit). Pseudonymes : PHÉDON, DIPLOMATICUS, FERRAL Jean, LUDO Paul, SZABO-TOKÉTÉ, PAUL LOUIS, par Justinien Raymond, Julien Chuzeville, Le Maitron en ligne.